# Iniciativa (escacs)
L'iniciativa en una posició d'escacs pertany al jugador que pot fer amenaces que no poden ser ignorades. Això situa l'oponent en la situació d'haver d'usar el seu torn de joc per respondre les amenaces, més que per intentar de crear-ne de pròpies. Un jugador amb la iniciativa sovint tracta de maniobrar les seves peces per situar-les posicions cada cop més i més avantatjoses a mesura que llança atacs successius. El jugador que perd la iniciativa hauria d'intentar recuperar-la a través del contrajoc.

## Discussió
Com que mouen en primer lloc, les blanques comencen la partida amb la iniciativa, però poden perdre-la en l'obertura si accepten un gambit. Els jugadors poden també perdre la iniciativa si fan moviments innecessaris que permetin que l'oponent guanyi temps, com ara moviments superflus "preventius" pensats per protegir-se contra certes intencions del rival, i que no requereixin una resposta espcífica. El concepte de temps és molt lligat al de la iniciativa, ja que els jugadors poden guanyar la iniciativa, o reforçar-la, tot guanyant un temps.
La iniciativa és important en totes les fases de la partida, però més encara al final que no pas al mig joc, i més al mig joc que a l'obertura (Euwe & Meiden 1966:xvii,xxii). Tenir la iniciativa situa l'oponent a la defensiva.
El Gran Mestre Larry Evans considera quatre elements destacats en els escacs: estructura de peons, força (material), espai (controlant el centre i mobilitat de peces), i temps. Tenir avantatge de temps és tenir la iniciativa (Evans 1958:123). La iniciativa s'hauria de mantenir tota l'estona que fos possible i només donar-la a canvi d'algun altre avantatge (Capablanca & de Firmian 2006:65–66).